# 国際連合安全保障理事会決議22
国際連合安全保障理事会決議22（こくさいれんごうあんぜんほしょうりじかいけつぎ22、英: United Nations Security Council Resolution 22, UNSCR22）は、1947年4月9日に国際連合安全保障理事会で採択された決議。コルフ海峡事件に関してイギリス・アルバニアにICJへの提訴を勧告したもの。

## 概要
イギリスとアルバニアの間で1946年10月22日発生したコルフ海峡における2隻の英国船の撃沈事件に関して裁判所規程の条文に従い、イギリスとアルバニアの両国に国際司法裁判所に紛争の処理について即時に提訴することを勧告した。
決議は、ポーランドとソビエト連邦が棄権して、8票の賛成で採択された。イギリスは投票に参加しなかった。

## 詳細
以下はその和訳。
安全保障理事会は、
1946年10月22日にコルフ海峡で発生した、2 隻の英国船が機雷の被害を受け、その結果乗組員が死傷した事件に起因する英国 とアルバニアの間の紛争に関する英国およびアルバニアの代表者の声明を検討した結果、以下のとおりとする。
イギリス政府及びアルバニア政府は、この紛争を国際司法裁判所規程の規定に従って直ちに同裁判所に付託すべきであることを勧告する。